# Grand-Failly
Grand-Failly ist eine französische Gemeinde mit 362 Einwohnern (Stand 1. Januar 2022) im Département Meurthe-et-Moselle in der Region Grand Est (bis 2015 Lothringen). Sie gehört zum Arrondissement Val-de-Briey und zum Gemeindeverband Terre Lorraine du Longuyonnais. Die Bewohner werden Lougneaux genannt.

## Geografie
Die Gemeinde Grand-Failly liegt südwestlich von Longuyon, etwa zehn Kilometer südlich der Grenze zu Belgien in einem Zipfel des Départements Meurthe-et-Moselle und grenzt im Westen, Süden und Südosten an das Département Meuse. Das Gemeindegebiet erstreckt sich über neun Kilometer Länge in Nordost-Südwest-Richtung vom Ufer der Crusnes im Nordosten über das Othaintal bis zum Loison im Südwesten. Viereinhalb der ca. 22 Quadratkilometer umfassenden Gemeindefläche sind bewaldet.
Das Dorf Grand-Failly liegt im breiten Othaintal, der Ortsteil Petit-Xivry auf einem Plateau über dem Tal der Crusnes.
Nachbargemeinden von Grand-Failly sind Colmey im Norden, Longuyon im Nordosten, Sorbey (Département Meuse) und Saint-Laurent-sur-Othain (Département Meuse) im Südosten, Merles-sur-Loison (Département Meuse) im Süden, Dombras (Département Meuse), Delut (Département Meuse, Berührungspunkt) und Rupt-sur-Othain (Département Meuse) im Südwesten sowie Petit-Failly im Nordwesten. Eine Enklave der Gemeinde grenzt zusätzlich an Marville (Département Meuse).

## Geschichte
Ausgrabungen in der Umgebung lassen auf eine Besiedelung in gallorömischer und merowingischer Zeit schließen. Die erste Erwähnung des Dorfes unter dem lateinischen Namen Villa in Fataliago Comitatu Virdunensi geht auf das Jahr 636 zurück.
Die Gemeinde Grand-Failly entstand 1790; ihre heutige Ausdehnung besteht seit 1811, als der Weiler Petit-Xivry eingemeindet wurde.
Während des Ersten Weltkrieges wurden Teile der Gemeinde zerstört; auch im Zweiten Weltkrieg war die Umgebung heftig umkämpft. So wurde in der Zeit der Ardennenoffensive nahe Petit-Xivry ein provisorischer Friedhof für tausende Alliierte und Deutsche angelegt. 1985 wurde an dieser Stelle ein Denkmal eingeweiht.

### Bevölkerungsentwicklung
| Jahr      | 1962 | 1968 | 1975 | 1982 | 1990 | 1999 | 2006 | 2013 | 2021 |
| Einwohner | 407  | 389  | 342  | 334  | 294  | 294  | 307  | 305  | 368  |

Im Jahr 1861 wurde mit 851 Bewohnern die bisher höchste Einwohnerzahl ermittelt. Die Zahlen basieren auf den Daten von cassini.ehess und INSEE.

## Sehenswürdigkeiten
- Pfarrkirche St. Martin: der Bau der Kirche begann im späten 12. Jahrhundert mit dem Glockenturm, von 1720 bis 1725 wurde sie umgebaut, 1853 erneut grundlegend saniert
- Kirche Mariä Geburt (Eglise de la-Nativité-de la-Vierge) im Ortsteil Petit-Xivry aus dem Jahr 1783
- Lavoir du Catinat aus dem Jahr 1785

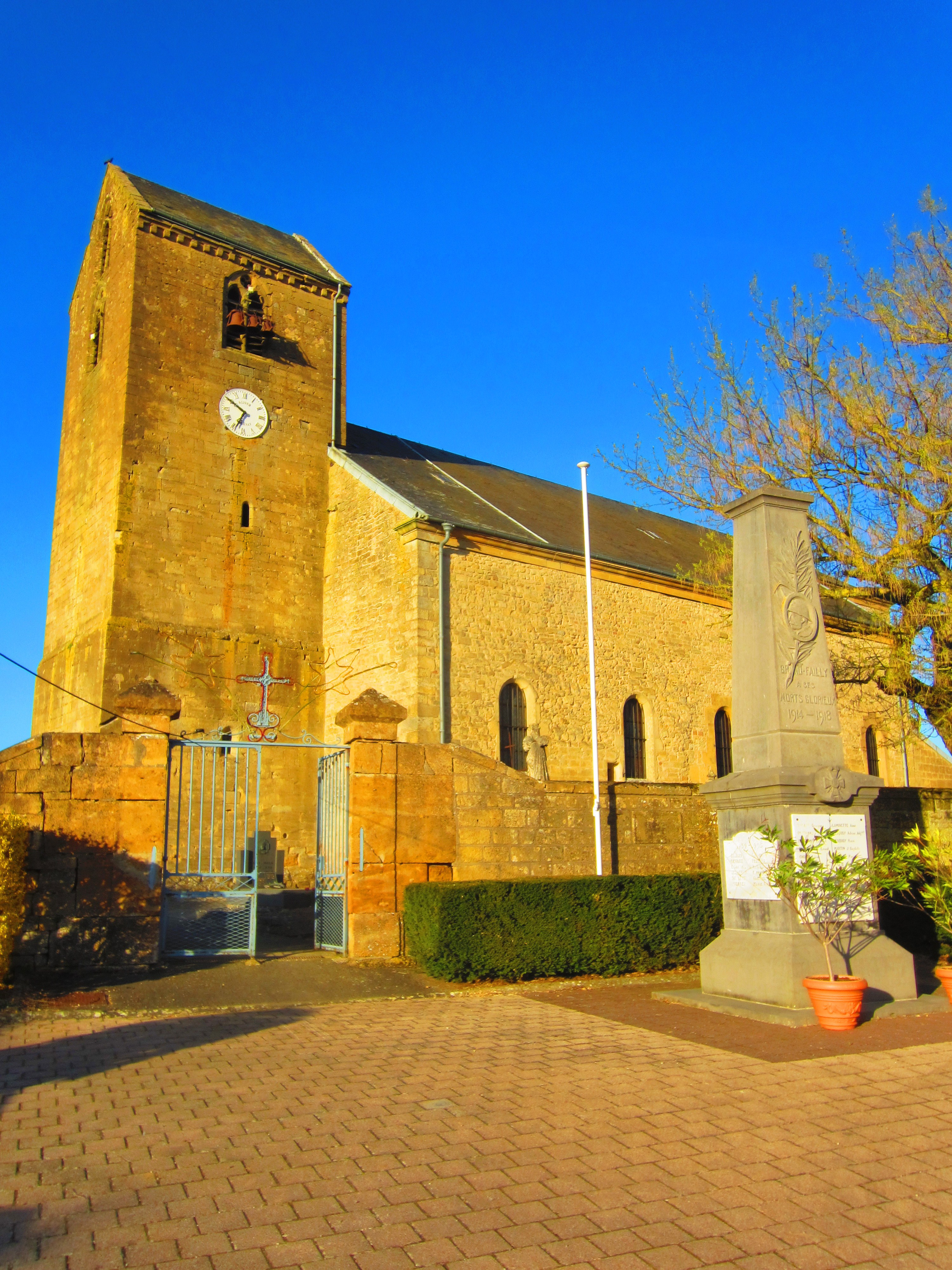
Kirche Saint-Martin
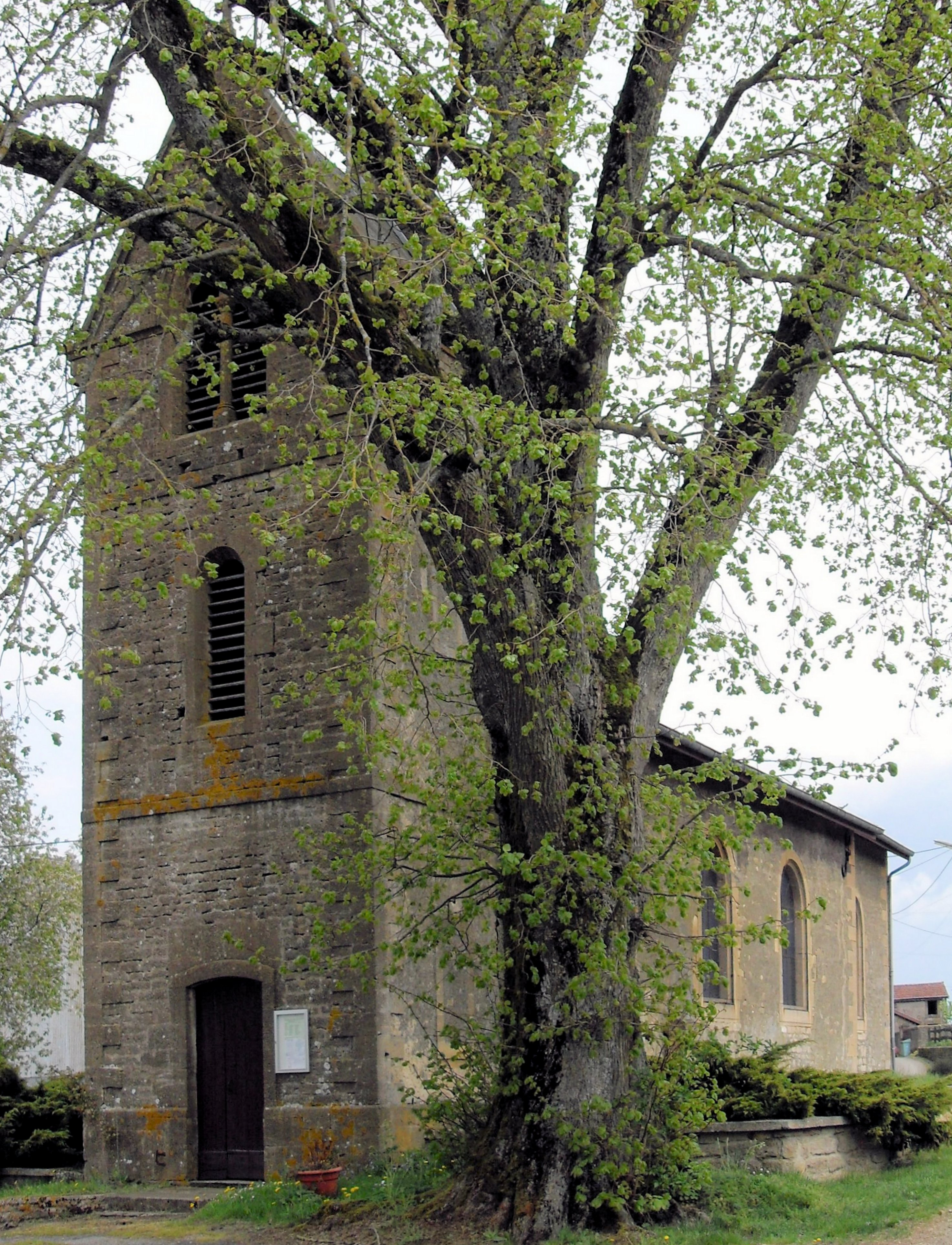
Kirche Mariä Geburt im Ortsteil Petit-Xivry

## Wirtschaft und Infrastruktur
In der Gemeinde sind neben kleinen Handwerks- und Handelsbetrieben noch zwölf Landwirtschaftsunternehmen ansässig (Getreideanbau, Milchwirtschaft). Darüber hinaus gibt es in der Gemeinde Pendler in die nahegelegenen Gewerbegebiete um Longuyon oder nach Luxemburg.
Durch Grand-Failly führt die Fernstraße von Longwy nach Sedan als Teil der Europastraße 44 von Luxemburg nach Le Havre. Weitere Straßen verbinden Grand-Failly mit den umliegenden Gemeinden. Der nächste Bahnhof befindet sich im acht Kilometer entfernten Longuyon mit Bahnverbindungen nach Charleville-Mézières, Sedan, Lille, Longwy, Thionville, Pagny-sur-Moselle und Luxemburg.

## Belege
1. ↑  Geschichtlicher Abriss auf grand-failly.eu. Archiviert vom Original am 29. November 2013; abgerufen am 11. Juni 2011 (französisch).
2. ↑  Grand-Failly auf cassini.ehess
3. ↑  Grand-Failly auf INSEE
4. ↑  Landwirtschaftsbetriebe auf annuaire-mairie.fr (französisch)